# Zapasy na Igrzyskach Ameryki Środkowej i Karaibów 2002
Turniej w ramach Igrzysk w 2002 roku rozgrywanych w San Salvador .

## Tabela medalowa
Gospodarz zawodów został zaznaczony kolorem.
| Poz.  | Państwo    |    |    |    | Łącznie |
| ----- | ---------- | -- | -- | -- | ------- |
| 1.    | Wenezuela  | 12 | 5  | 1  | 18      |
| 2.    | Meksyk     | 2  | 4  | 6  | 12      |
| 3.    | Portoryko  | 2  | 3  | 1  | 6       |
| 4.    | Dominikana | 2  | 2  | 6  | 12      |
| 5.    | Kolumbia   | 2  | 2  | 4  | 8       |
| 6.    | Honduras   | 1  | 0  | 0  | 1       |
| 7.    | Salwador   | 0  | 2  | 2  | 4       |
| 8.    | Gwatemala  | 0  | 2  | 0  | 2       |
| 9.    | Panama     | 0  | 1  | 1  | 2       |
| Razem | Razem      | 21 | 21 | 21 | 63      |

## Wyniki

### W stylu klasycznym
| Waga   | złoty            | srebrny           | brązowy           |
| ------ | ---------------- | ----------------- | ----------------- |
| 55 kg  | Jorge Cardozo    | Jansel Ramírez    | Ernesto Salazar   |
| 60 kg  | Luis Liendo      | Arsenio M. Cedano | Armando Fernández |
| 66 kg  | Ángelo Mota Brea | Endrix Arteaga    | Julio Cuenú       |
| 74 kg  | Yorli Patiño     | Matías Báez       | Luis Izquierdo    |
| 84 kg  | Óscar Aguilar    | Jean Ramírez      | Julio Cruz        |
| 96 kg  | Eddy Bartolozzi  | Arnulfo Hernández | Olguín Sabúa      |
| 120 kg | Rafael Barreno   | Edwin Millet      | Gamalier Coats    |

### W stylu wolnym
| Waga   | złoty           | srebrny           | brązowy                 |
| ------ | --------------- | ----------------- | ----------------------- |
| 55 kg  | Fredy Serrano   | Héctor Camacho    | Darwin Guzmán           |
| 60 kg  | Nelson Crisanto | Édgar Ramírez     | Ángel Paulino           |
| 66 kg  | Edison Hurtado  | José Jiménez      | Jhonny Cedeño           |
| 74 kg  | Manuel García   | Leonardo González | Luis Fernando Izquierdo |
| 84 kg  | Luis Vivenes    | José Betancourt   | Delio Mosquera          |
| 96 kg  | Eddy Bartolozzi | Arnulfo Hernández | Henry Quezada           |
| 120 kg | Gamalier Coats  | Edwin Millet      | Carlos Mora             |

### W stylu wolnym kobiet
| Waga  | złoty              | srebrny          | brązowy            |
| ----- | ------------------ | ---------------- | ------------------ |
| 48 kg | Mayelis Caripá     | Íngrid Medrano   | María Barraza      |
| 51 kg | Magdalena Arellano | Rosángela Torres | Livanis Rivera     |
| 55 kg | Marcia Andrades    | Dora Martínez    | Saira Martinez     |
| 59 kg | Yoselin Rojas      | Virginia Mendoza | Sara Bonilla       |
| 63 kg | Mabel Fonseca      | Xiomara Guevara  | Jacqueline Reynoso |
| 67 kg | Rainel Guerra      | Lil Canales      | Daniela Leaños     |
| 72 kg | Yasmil Ramos       | Alma Izquierdo   | Carol Mendez       |